# Тойгонбаев, Зиятдинбек Курманбекович

## Тренерская карьера
Зиятдинбек Тойгонбаев известен своей работой в боксе. Он воспитал множество перспективных спортсменов, которые добились успехов на международной арене. Среди его воспитанников — Хасанбой Дусматов, один из самых талантливых и успешных боксёров своего поколения. Под руководством Тойгонбоева, Дусматов совершенствовал свои навыки и достиг высоких результатов в боксе, что принесло обоим признание и уважение в спортивных кругах.
В 2019 году получил гражданство Украины.

## Награды
- Орден «Дустлик» (2024)[2]